# Аникеев, Николай Петрович (геолог)
Николай Петрович Аникеев (1908—1993) — советский инженер-геолог, кандидат геолого-минералогических наук (1938), старший научный сотрудник (1938). Главный геолог Северо-Восточного геологического управления Министерства геологии РСФСР. Герой Социалистического Труда (1966).

## Биография
Родился 26 июля 1908 в городе Киеве в русской семье агрономов.
С 1925 по 1930 год проходил обучение в Ленинградском государственном университете. С 1930 по 1940 год, в течение десяти лет работал в качестве научного сотрудника Ленинградского государственного института цветных металлов, руководителем геологической партии Восточно-Сибирского геологического треста и руководителем экспедиции Всесоюзного арктического института Главного управления Северного морского пути при СНК СССР.
В 1938 году Н. П. Аникееву была присуждена учёная степень кандидата геолого-минералогических наук и учёное звание — старший научный сотрудник.
В 1940 по 1947 год работал в должностях главного геолога Тенькинского районного геолого-разведочного управления и начальника Сеймчанского районного геолого-разведочного управления Главного управления строительства «Дальстрой» НКВД—МВД СССР. 17 января 1943 года Указом Президиума Верховного Совета СССР «за выдающиеся трудовые достижения в период войны» Николай Петрович Аникеев был награждён Орденом Трудового Красного Знамени, в 1945 году —
Орденом «Знак Почёта».
С 1952 по 1955 год — главный геолог Алданского районного геолого-разведочного управления Якутской АССР. С 1956 по 1957 год — главный геолог Геолого-разведочного управления «Дальстрой» МВД СССР. С 1957 по 1971 год в течение четырнадцати лет, Н. П. Аникеев являлся главным геологом Северо-Восточного геологического управления, под его руководством и при непосредственном участии
были разведаны крупнейшие золотые запасы, благодаря чему была начата промышленная добыча драгметаллов на Севере.
4 июля 1966 года Указом Президиума Верховного Совета СССР «за выдающиеся успехи, достигнутые в выполнении заданий семилетнего плана по развитию геологоразведочных работ, открытию и развитию месторождений полезных ископаемых» Николай Петрович Аникеев был удостоен звания Героя Социалистического Труда с вручением Ордена Ленина и золотой медали «Серп и Молот».
Помимо основной деятельности занимался и общественно-политической работой: был депутатом Магаданского городского Совета депутатов трудящихся.
С 1971 года вышел на заслуженный отдых.
Скончался 18 мая 1993 года в Санкт-Петербурге, похоронен на Серафимовском кладбище.

## Награды
- Медаль «Серп и Молот» (04.07.1966)
- Орден Ленина (04.07.1966)
- Орден Трудового Красного Знамени (17.01.1943)
- Орден  «Знак Почёта» (24.02.1945)
- Медаль «За боевые заслуги» (30.01.1951)
- Медаль «За трудовую доблесть» (03.05.1940) — «за выдающиеся заслуги в деле освоения Северного Морского Пути и районов Крайнего Севера, а также за образцовую и самоотверженную работу в период арктических навигаций 1938 и 1939 годов»
- Медаль «В ознаменование 100-летия со дня рождения Владимира Ильича Ленина»